# Допълнително изработени часове
Допълнително изработени часове или извънредни часове, извънредно работно време са часове, които някой работи извън нормалните работни часове.
Повечето страни имат трудово законодателство, което определя нормативния брой часове за работа на ден (за САЩ това е 8 часа), като това има за цел да предотврати пренатоварването на работещите и твърде дългия работен ден като цяло. Цел е и запазване продуктивността на работещите и подобряване на общото равнище на заетостта в икономиката.
Сред общите подходи за предотвратяване на твърде дългия брой часове е изискването работодателите да плащат по-високи стойности за тези допълнителни часове. Например в САЩ това е 150% над стандартното почасово заплащане за съответната длъжност, когато има надвишаване на 8-часовия работен ден и 40-часовата работна седмица. Съответно за работещите на смени допълнителните трудови часове се компенсират от повече почивни дни.
|  | Тази страница частично или изцяло представлява превод на страницата Overtime и страницата Overtime rate в Уикипедия на английски и английски език. Оригиналните текстове, както и този превод, са защитени от Лиценза „Криейтив Комънс – Признание – Споделяне на споделеното“, а за творби, създадени преди юни 2009 година – от Лиценза за свободна документация на ГНУ. Прегледайте историята на редакциите на оригиналните страници тук и тук, за да видите списъка на техните съавтори. ВАЖНО: Този шаблон се отнася единствено до авторските права върху съдържанието на статията. Добавянето му не отменя изискването да се посочват конкретни източници на твърденията, които да бъдат благонадеждни. |